# Horkai György
Horkai György (Budapest, 1954. július 1. –) olimpiai bajnok magyar vízilabdázó, edző.

## Sportpályafutása
1970-től a Budapesti VSC, majd 1985-től az olaszországi Pro Recco játékosa volt. 1973-ban tagja volt az ifjúsági Európa-bajnokságon aranyérmes magyar csapatnak. Ugyanebben az évben került be a magyar válogatottba, amelyben 1985-ig összesen kétszáznyolcvannégy alkalommal szerepelt. Játékosként része volt a magyar válogatott valamennyi, ebben az időszakban elért sikerében. Tagja volt az 1976-ban Montreálban olimpiai bajnok, az 1980-ban Moszkvában olimpiai bronzérmes és az 1974-ben Bécsben, illetve 1977-ben Jönköpingben Európa-bajnok magyar csapatnak. 1985-ben lemondott a válogatottságról és Olaszországban folytatta pályafutását. Az aktív sportolástól 1989-ben vonult vissza.

### Sporteredményei
- olimpiai bajnok (1976)
- olimpiai 3. helyezett (1980)
- háromszoros világbajnoki 2. helyezett (1975, 1978, 1982)
- kétszeres Európa-bajnok (1974, 1977)
- Európa-bajnoki 2. helyezett (1983)
- Európa-bajnoki 3. helyezett (1981)
- Európa-bajnoki 5. helyezett (1985)
- Világkupa-győztes (1979)
- magyar bajnok (1985)
- Magyar Kupa-győztes (1979, 1982)

## Edzői pályafutása

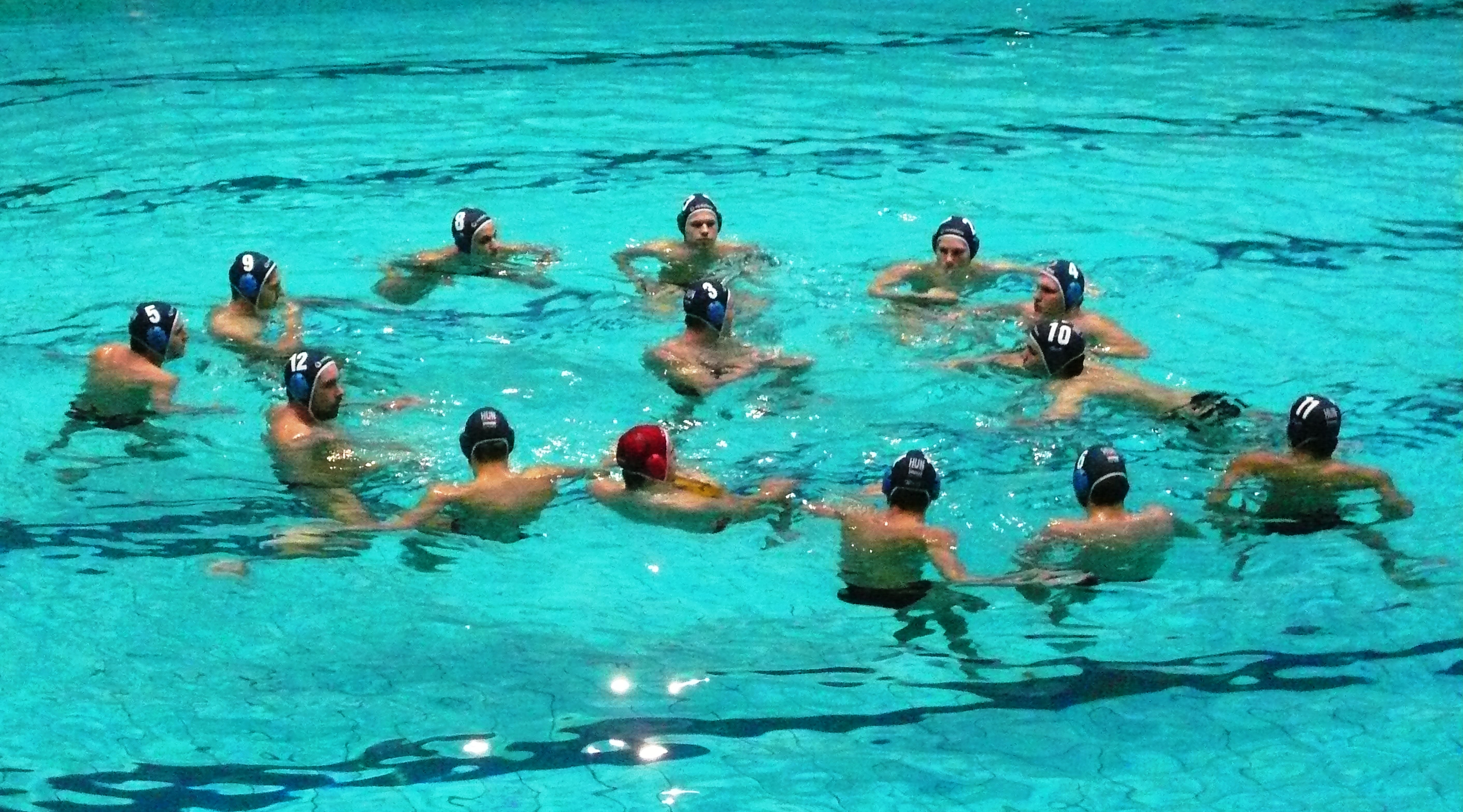
Magyar Junior válogatott az egri Bitskey Aladár uszodában a ZF Eger elleni edzőmérkőzésen

1989-ben a Testnevelési Főiskolán vízilabda-szakedzői oklevelet szerzett. Visszavonulása után (1989) az olasz Pescara edzője, amellyel KEK győzelmet arattak 1989-ben,majd két bajnoki ezüstérmet értek el.1991-ben hazatért, majd 1992-ben a magyar válogatott másodedzője lett. 1993-tól az 1996. évi atlantai olimpiáig szövetségi kapitányként irányította a magyar válogatottat. Fiatalítással és új edzésmódszerek bevezetésével megalapozta a magyar válogatott későbbi sikereit, kapitánysága alatt azonban az 1995. évi Világkupa-győzelmen kívül a magyar csapatnak nem sikerült jelentős győzelmet elérni. Az atlantai olimpia után visszavonult az edzőségtől és üzletemberként tevékenykedett. Utóda a szövetségi kapitányságban Kemény Dénes lett.
2011 szeptemberében kinevezték a magyar férfi junior válogatott szövetségi kapitányának. Irányításával az U18-as válogatott 2012 decemberében ezüst-, 2014-ben aranyérmet szerzett az ifjúsági világbajnokságon. 2018-tól a Miskolci VLC utánpótlásánál lett szakmai tanácsadó.

### Vezetése alatt a magyar válogatott eredményei
- olimpiai 4. helyezett (1996)
- világbajnoki 5. helyezett (1994)
- kétszeres Európa-bajnoki 2. helyezett (1993, 1995)
- Világkupa-győztes (1995)
- Világkupa 2. helyezett (1993)

## Díjai, elismerései
- Mesteredző (2013)